# Hometwoli
Le hometwoli est une langue amérindienne de la famille des langues yokuts parlée aux États-Unis, dans le Sud de la Californie.

## Classification
Le hometwoli est proche du tulamni, avec lequel il constitue le sous-groupe yokuts de buena vista.

## Vocabulaire
Quelques exemples de mots en hometwoli.
| hometwoli | traduction |
| --------- | ---------- |
| puŋi      | deux       |
| ṣoˑpʰ     | trois      |
| mun’as    | huit       |
| noˑcʰ     | ami        |
| sas       | œil        |
| ʔuṣak’    | cœur       |
| c’iy      | os         |
| ʔesil     | corne      |
| ṭʰahaṭʰ   | pou        |
| lumitʰ    | montagne   |
| lupʰiṭʰ   | poisson    |
| ʔilik’    | eau        |
| ʔuṣitʰ    | feu        |